# Арват Нінель Миколаївна
Ніне́ль Ми́колаївна Арва́т (нар. 30 вересня 1928, Саратов, РРФСР) — радянська й українська мовознавиця, доктор філологічних наук (1978), професор (1980).

## Біографічні відомості
Закінчила Одеський університет (1952) та аспірантуру (1952—1955). Працювала в Чернівецькому університеті: викладач (1956—1960), доцент (1960—1976); Ніжинському педагогічному інституті (нині університет): доцент (1976—1979), від 1979 року — завідувач кафедри російської мови.

## Наукова діяльність
Автор досліджень із проблем синтаксису, особливостей організації та вираження семантичної структури речення в російській мові, порівняльного вивчення російської й української мов.
Співавтор підручників із російської мови для середніх шкіл із молдавською мовою навчання, що перевидавалися сім разів (1973—1988).

### Праці
- Древнерусский язык. — К. 1977 (співавтор).
- Про асиметрію простого речення // Мовознавство. — 1978. — № 2.
- До питання про семантичну типологію простого речення // Мовознавство. — 1979. — № 2.
- Сопоставительное изучение русского и украинского языков в средней школе. — К., 1989 (співавтор).
- Эстетическая функция ритма в прозе Гоголя («Майская ночь…») // Микола Гоголь і світова культура. — Київ — Ніжин, 1994.
- Ритм в системе гоголевского повествования («Старосветские помещики») // Проблеми аналізу тексту в сучасній науці. — Івано-Франківськ, 1996.
- Бытовая картина мира в поэме Н.Гоголя «Мертвые души» [Архівовано 4 березня 2016 у Wayback Machine.], с. 13-19.